# Babben Enger Damon
Barbra Mette "Babben" Enger Damon, född 19 september 1939 i Oslo, är en norsk tidigare längdskidåkare som tävlade under 1960-talet. Hennes största merit är att hon vann OS-guld på 3 x 5 km i Grenoble 1968.